# Georgi Petrosjan

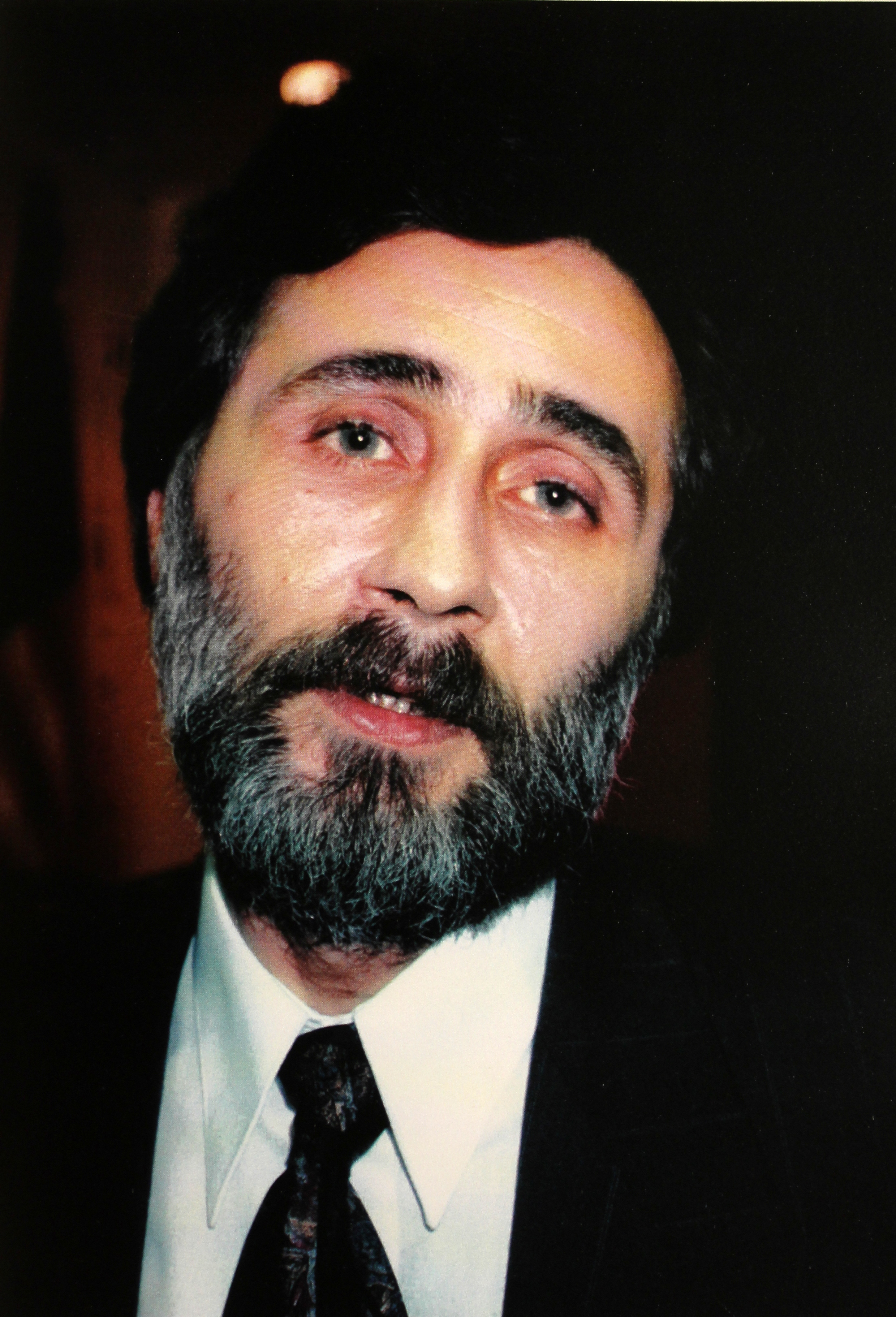
Georgi Petrosjan

Georgi Mikajeli Petrosjan (armenisch Գեորգի Միքայելի Պետրոսյան; * 10. Januar 1953 in Stepanakert, Sowjetunion) ist ein armenischer Politiker der international nicht anerkannten Republik Arzach.
Georgi Petrosjan leistete von 1971 bis 1973 seinen Wehrdienst in der Roten Armee ab. Danach absolvierte er ein Studium am Minsker Institut für Radiotechnik, das er 1978 abschloss. Von 1980 bis 1990 arbeitete er in der Kondensatorenfabrik seiner Heimatstadt Stepanakert – zuletzt als leitender Ingenieur. Seit 1988 war er aktiv in der karabachischen Bürgerbewegung, die sich für eine Abtrennung Bergkarabachs von der Aserbaidschanischen SSR bzw. (später) von der Republik Aserbaidschan einsetzte. Von 1990 bis 1995 war Petrosjan Mitglied des Obersten Rates Armeniens sowie von 1992 bis 1995 des Obersten Rates der Republik Karabach. Von Januar bis April des Jahres war er Stellvertretender Vorsitzender des Obersten Rates der Republik Bergkarabach, von April 1992 bis Juni 1993 kommissarischer Vorsitzender. Seit 2005 ist er Außenminister.